# ワキアカコビトクイナ
ワキアカコビトクイナ（Laterallus levraudi）は、ツル目クイナ科コガタクイナ属に分類される鳥類。別名ワキアカクイナ。

## 分布
ベネズエラ北部のオリノコ川流域

## 形態
全長14-16センチメートル。上面の羽衣は暗灰黄色。下面の羽衣は赤褐色で、喉や胸部中央部に白色斑が入る。
嘴は褐色で、先端が淡褐色。後肢は褐色。

## 生態
標高600メートル以下にある湿原、潟、放牧地などに生息する。

## 人間との関係
工業用水の給水による湿原の破壊、殺虫剤の散布などにより生息数は減少している。